# Liste der Monuments historiques in Brouville
Die Liste der Monuments historiques in Brouville führt die Monuments historiques in der französischen Gemeinde Brouville auf.

## Liste der Objekte
| Bezeichnung       | Beschreibung | Standort                     | Kennzeichnung | Schutzstatus | Datum | Bild |
| ----------------- | --- | ---------------------------- | ------------- | ------------ | ----- | ---- |
| Zwei Kronleuchter | Glas, Mitte des 19. Jahrhunderts | in der Kirche St-Rémy (Lage) | PM54001443    | Inscrit      | 1978  |      |
| Zwei Seitenaltäre | Retabel des Marien- und des Nikolausaltars, Gemälde Heiliger Nikolaus; Holz, farbig gefasst, sowie Ölfarbe auf Leinwand, 17. und 18. Jahrhundert | in der Kirche St-Rémy (Lage) | PM54000122    | Classé       | 1979  |      |